# 3 (Blacknuss-album)
3 är ett musikalbum av Blacknuss, släppt år 2000.

## Låtlista
1. "Don't Break My Heart" - 4:02
2. "Getaway" - 4:12
3. "Tell You Something" - 4:49
4. "Thinking of You" - 3:55
5. "Everytime You Do That Thing" - 5:38
6. "See You Through" - 3:54
7. "Wanna Dance?" - 4:25
8. "How Can I Make You Love Me" - 5:05
9. "Can You Handle It" - 3:54
10. "Your Body" - 4:59
11. "Don't Be Afraid" - 4:02
12. "Tonight's the Night" - 4:48